# Ronda 5 de 2009 da Superleague Fórmula
A ronda em Monza foi a quinta do campeonato Superleague Fórmula em 2009. Pela segunda vez uma ronda de Superleague Fórmula será disputada em território italiano, mas desta feita é Monza e não Vallelunga a receber a ronda. O Sevilla FC, com Sébastien Bourdais, venceu a 1ª Corrida e foi o melhor do fim-de-semana. O Sporting CP, com Pedro Petiz, venceu a 2ª corrida.

## Resultados[1]

### Qualificação

#### Grupo A
| Pos. | Clube                  | Equipa de Automobilismo | Piloto            | Tempo    |
| ---- | ---------------------- | ----------------------- | ----------------- | -------- |
| 1    | FC Basel               | GU-Racing International | Max Wissel        | 1:36.444 |
| 2    | F.C. Porto             | Hitech Racing           | Tristan Gommendy  | 1:37.001 |
| 3    | A.S. Roma              | Alan Docking Racing     | Julien Jousse     | 1:37.066 |
| 4    | Galatasaray S.K.       | Reid Motorsport         | Ho-Pin Tung       | 1:37.392 |
| 5    | Tottenham Hotspur F.C. | Alan Docking Racing     | Craig Dolby       | 1:37.441 |
| 6    | SC Corinthians         | Alan Docking Racing     | Antônio Pizzonia  | 1:37.528 |
| 7    | Olympique Lyonnais     | Barazi Epsilon          | Nelson Panciatici | 1:37.642 |
| 8    | Sporting CP            | Zakspeed                | Pedro Petiz       | 1:38.068 |
| 9    | PSV Eindhoven          | Azerti Motorsport       | Carlo van Dam     | 1:38.257 |

#### Grupo B
| Pos. | Clube              | Equipa de Automobilismo | Piloto             | Tempo    |
| ---- | ------------------ | ----------------------- | ------------------ | -------- |
| 1    | Sevilla FC         | Reid Motorsport         | Sébastien Bourdais | 1:36.533 |
| 2    | Olympiacos CFP     | GU-Racing International | Esteban Guerrieri  | 1:36.674 |
| 3    | A.C. Milan         | Azerti Motorsport       | Giorgio Pantano    | 1:36.837 |
| 4    | Liverpool FC       | Hitech Racing           | Adrián Vallés      | 1:36.889 |
| 5    | R.S.C. Anderlecht  | Zakspeed                | Yelmer Buurman     | 1:36.931 |
| 6    | Rangers FC         | Alan Docking Racing     | John Martin        | 1:37.091 |
| 7    | FC Midtjylland     | Hitech Racing           | Kasper Andersen    | 1:37.254 |
| 8    | Atlético de Madrid | Alan Docking Racing     | María de Villota   | 1:38.672 |
| 9    | CR Flamengo        | Azerti Motorsport       | Jonathan Kennard   | N/A      |

##### Quadro de Eliminatórias
|  | Quartas de final                                         | Quartas de final                                         |                                                          |          | Semifinais | Semifinais |  |  | Final | Final |
|  |                                                          |                                                          |                                                          |          |            |            |  |  |       |       |
|  | A1-B4                                                    |                                                          |                                                          |          |            |            |  |  |       |       |
|  |                                                          |                                                          |                                                          |          |            |            |  |  |       |       |
|  | FC Basel Max Wissel GU-Racing International              | 1:37.135                                                 |                                                          |          |            |            |  |  |       |       |
|  | FC Basel Max Wissel GU-Racing International              | 1:37.135                                                 | A1-B2                                                    |          |            |            |  |  |       |       |
|  | Liverpool Football Club Adrián Vallés Hitech Racing      | 1:37.441                                                 |                                                          |          |            |            |  |  |       |       |
|  | Liverpool Football Club Adrián Vallés Hitech Racing      | 1:37.441                                                 | FC Basel Max Wissel GU-Racing International              | 1:36.942 |            |            |  |  |       |       |
|  | A3-B2                                                    |                                                          | FC Basel Max Wissel GU-Racing International              | 1:36.942 |            |            |  |  |       |       |
|  |                                                          | Olympiacos CFP Esteban Guerrieri GU-Racing International | 1:36.786                                                 |          |            |            |  |  |       |       |
|  | A.S. Roma Julien Jousse Alan Docking Racing              | Olympiacos CFP Esteban Guerrieri GU-Racing International | 1:36.786                                                 | 1:37.537 |            |            |  |  |       |       |
|  | A.S. Roma Julien Jousse Alan Docking Racing              |                                                          | B2-B1                                                    | 1:37.537 |            |            |  |  |       |       |
|  | Olympiacos CFP Esteban Guerrieri GU-Racing International | 1:36.818                                                 |                                                          |          |            |            |  |  |       |       |
|  | Olympiacos CFP Esteban Guerrieri GU-Racing International | 1:36.818                                                 | Olympiacos CFP Esteban Guerrieri GU-Racing International | 1:37.649 |            |            |  |  |       |       |
|  | A2-B3                                                    |                                                          | Olympiacos CFP Esteban Guerrieri GU-Racing International | 1:37.649 |            |            |  |  |       |       |
|  |                                                          | Sevilla FC Sébastien Bourdais Reid Motorsport            | 1:55.870                                                 |          |            |            |  |  |       |       |
|  | F.C. Porto Tristan Gommendy Hitech Racing                | Sevilla FC Sébastien Bourdais Reid Motorsport            | 1:55.870                                                 | 1:38.183 |            |            |  |  |       |       |
|  | F.C. Porto Tristan Gommendy Hitech Racing                | B3-B1                                                    |                                                          | 1:38.183 |            |            |  |  |       |       |
|  | A.C. Milan Giorgio Pantano Azerti Motorsport             | 1:37.055                                                 |                                                          |          |            |            |  |  |       |       |
|  | A.C. Milan Giorgio Pantano Azerti Motorsport             | 1:37.055                                                 | A.C. Milan Giorgio Pantano Azerti Motorsport             | 1:37.111 |            |            |  |  |       |       |
|  | A4-B1                                                    |                                                          | A.C. Milan Giorgio Pantano Azerti Motorsport             | 1:37.111 |            |            |  |  |       |       |
|  |                                                          | Sevilla FC Sébastien Bourdais Reid Motorsport            | 1:36.745                                                 |          |            |            |  |  |       |       |
|  | Galatasaray S.K. Ho-Pin Tung Reid Motorsport             | Sevilla FC Sébastien Bourdais Reid Motorsport            | 1:36.745                                                 | 1:38.276 |            |            |  |  |       |       |
|  | Galatasaray S.K. Ho-Pin Tung Reid Motorsport             |                                                          |                                                          | 1:38.276 |            |            |  |  |       |       |
|  | Sevilla FC Sébastien Bourdais Reid Motorsport            | 1:37.043                                                 |                                                          |          |            |            |  |  |       |       |
|  | Sevilla FC Sébastien Bourdais Reid Motorsport            | 1:37.043                                                 |                                                          |          |            |            |  |  |       |       |

### Corridas

#### Corrida 1

##### Grelha de Partida
| Pos. | Clube              | Equipa de Automobilismo | Piloto             | Tempo    |
| ---- | ------------------ | ----------------------- | ------------------ | -------- |
| 1    | Olympiacos CFP     | GU-Racing International | Esteban Guerrieri  | 1:37.649 |
| 2    | Sevilla FC         | Reid Motorsport         | Sébastien Bourdais | 1:55.870 |
| 3    | A.C. Milan         | Azerti Motorsport       | Giorgio Pantano    | 1:37.111 |
| 4    | FC Basel           | GU-Racing International | Max Wissel         | 1:36.942 |
| 5    | A.S. Roma          | Alan Docking Racing     | Julien Jousse      | 1:37.537 |
| 6    | F.C. Porto         | Hitech Racing           | Tristan Gommendy   | 1:38.183 |
| 7    | Galatasaray S.K.   | Reid Motorsport         | Ho-Pin Tung        | 1:38.276 |
| 8    | Liverpool F.C.     | Hitech Racing           | Adrián Vallés      | 1:37.441 |
| 9    | Tottenham Hotspur  | Alan Docking Racing     | Craig Dolby        | 1:37.441 |
| 10   | R.S.C. Anderlecht  | Zakspeed                | Yelmer Buurman     | 1:36.931 |
| 11   | SC Corinthians     | Alan Docking Racing     | Antônio Pizzonia   | 1:37.528 |
| 12   | Rangers F.C.       | Alan Docking Racing     | John Martin        | 1:37.091 |
| 13   | Olympique Lyonnais | Barazi Epsilon          | Nelson Panciatici  | 1:37.642 |
| 14   | FC Midtjylland     | Hitech Racing           | Kasper Andersen    | 1:37.254 |
| 15   | Sporting CP        | Zakspeed                | Pedro Petiz        | 1:38.068 |
| 16   | Atlético Madrid    | Alan Docking Racing     | María de Villota   | 1:38.672 |
| 17   | PSV Eindhoven      | Azerti Motorsport       | Carlo van Dam      | 1:38.257 |
| 18   | CR Flamengo        | Azerti Motorsport       | Jonathan Kennard   | N/A      |

| Cor | Observação                       |
| --- | -------------------------------- |
|     | Disputa pela pole                |
|     | Eliminados na semi-final         |
|     | Eliminados nas quartas-de-finais |
|     | Eliminados na 1ª fase            |

##### Classificação
| Pos                                                                               | Clube              | Equipa de Automobilismo | Piloto             | Tempo/Aband. | Voltas | Grelha de Partida | Pontos |
| --------------------------------------------------------------------------------- | ------------------ | ----------------------- | ------------------ | ------------ | ------ | ----------------- | ------ |
| 1                                                                                 | Sevilla FC         | Reid Motorsport         | Sébastien Bourdais | 41:26.833    | 25     | 2º                | 50     |
| 2                                                                                 | Olympiacos CFP     | GU-Racing International | Esteban Guerrieri  | + 0.375      | 25     | 1º                | 45     |
| 3                                                                                 | A.S. Roma          | Alan Docking Racing     | Julien Jousse      | + 14.930     | 25     | 5º                | 40     |
| 4                                                                                 | Liverpool F.C.     | Hitech Racing           | Adrián Vallés      | + 18.014     | 25     | 8º                | 36     |
| 5                                                                                 | Tottenham Hotspur  | Alan Docking Racing     | Craig Dolby        | + 22.078     | 25     | 9º                | 32     |
| 6                                                                                 | R.S.C. Anderlecht  | Zakspeed                | Yelmer Buurman     | + 25.536     | 25     | 10º               | 29     |
| 7                                                                                 | F.C. Porto         | Hitech Racing           | Tristan Gommendy   | + 27.342     | 25     | 6º                | 26     |
| 8                                                                                 | Galatasaray S.K.   | Reid Motorsport         | Ho-Pin Tung        | + 29.568     | 25     | 7º                | 23     |
| 9                                                                                 | FC Basel           | GU-Racing International | Max Wissel         | + 35.894     | 25     | 4º                | 20     |
| 10                                                                                | SC Corinthians     | Alan Docking Racing     | Antônio Pizzonia   | + 38.378     | 25     | 11º               | 18     |
| 11                                                                                | Rangers F.C.       | Alan Docking Racing     | John Martin        | + 51.734     | 25     | 12º               | 16     |
| 12                                                                                | FC Mitjylland      | Hitech Racing           | Kasper Andersen    | + 55.320     | 25     | 14º               | 14     |
| 13                                                                                | Olympique Lyonnais | Barazi Epsilon          | Nelson Panciatici  | + 56.807     | 25     | 13º               | 12     |
| 14                                                                                | Atlético de Madrid | Alan Docking Racing     | María de Villota   | + 1:05.661   | 25     | 16                | 10     |
| 15                                                                                | A.C. Milan         | Azerti Motorsport       | Giorgio Pantano    | + 1:10.845   | 25     | 3º                | 8      |
| 16                                                                                | PSV Eindhoven      | Azerti Motorsport       | Carlo van Dam      | + 1:13.588   | 25     | 17º               | 7      |
| 17                                                                                | CR Flamengo        | Azerti Motorsport       | Jonathan Kennard   | + 1:34.720   | 25     | 18º               | 6      |
| 18 (NA)                                                                           | Sporting CP        | Zakspeed                | Pedro Petiz        | Acidente     | 1      | 15º               | 5      |
| Volta mais rápida: SC Corinthians, Alan Docking Racing, Antônio Pizzonia 1:36.466 |                    |                         |                    |              |        |                   |        |

Notas
NC: Não começou a corrida; NA: Não acabou a corrida
3ª Corrida/Super-Final: Nesta ronda não foi disputada a 3ª Corrida/Super-Final

#### Corrida 2
Nota: A grelha de partida para a 2ª Corrida corresponde à inversão total das posições finais da 1ª Corrida (por exemplo: o último da 1ª Corrida partirá em 1º para a 2ª Corrida)
| Pos                                                                                      | Clube                  | Equipa de Automobilismo | Piloto             | Tempo/Aband. | Voltas | Grelha de Partida | Pontos |
| ---------------------------------------------------------------------------------------- | ---------------------- | ----------------------- | ------------------ | ------------ | ------ | ----------------- | ------ |
| 1                                                                                        | Sporting CP            | Zakspeed                | Pedro Petiz        | 41:51.037    | 25     | 1º                | 50     |
| 2                                                                                        | Tottenham Hotspur F.C. | Alan Docking Racing     | Craig Dolby        | + 6.051      | 25     | 14º               | 45     |
| 3                                                                                        | Sevilla FC             | Reid Motorsport         | Sébastien Bourdais | + 11.436     | 25     | 18º               | 40     |
| 4                                                                                        | Olympiacos CFP         | GU-Racing International | Esteban Guerrieri  | + 12.945     | 25     | 17º               | 36     |
| 5                                                                                        | Liverpool FC           | Hitech Racing           | Adrián Vallés      | + 18.660     | 25     | 15º               | 32     |
| 6                                                                                        | R.S.C. Anderlecht      | Zakspeed                | Yelmer Buurman     | + 19.107     | 25     | 13º               | 29     |
| 7                                                                                        | Galatasaray S.K.       | Reid Motorsport         | Ho-Pin Tung        | + 24.939     | 25     | 11º               | 26     |
| 8                                                                                        | PSV Eindhoven          | Azerti Motorsport       | Carlo van Dam      | + 34.379     | 25     | 3º                | 23     |
| 9                                                                                        | SC Corinthians         | Alan Docking Racing     | Antônio Pizzonia   | + 46.858     | 25     | 9º                | 20     |
| 10                                                                                       | Atlético de Madrid     | Alan Docking Racing     | María de Villota   | + 54.555     | 25     | 5º                | 18     |
| 11                                                                                       | A.C. Milan             | Azerti Motorsport       | Giorgio Pantano    | + 1:07.513   | 25     | 4º                | 16     |
| 12                                                                                       | Rangers F.C.           | Alan Docking Racing     | John Martin        | + 1:47.547   | 25     | 8º                | 14     |
| 13 (NA)                                                                                  | F.C. Porto             | Hitech Racing           | Tristan Gommendy   | NA           | 22     | 12º               | 12     |
| 14 (NA)                                                                                  | FC Basel               | GU-Racing International | Max Wissel         | NA           | 17     | 10º               | 10     |
| 15 (NA)                                                                                  | Olympique Lyonnais     | Barazi Epsilon          | Nelson Panciatici  | NA           | 15     | 6º                | 8      |
| 16 (NA)                                                                                  | FC Midtjylland         | Hitech Racing           | Kasper Andersen    | NA           | 5      | 7º                | 7      |
| 17 (NA)                                                                                  | A.S. Roma              | Alan Docking Racing     | Julien Jousse      | NA           | 2      | 16º               | 6      |
| 18 (NA)                                                                                  | CR Flamengo            | Azerti Motorsport       | Jonathan Kennard   | NA           | 2      | 2º                | 5      |
| Volta mais rápida: Olympiacos CFP, GU-Racing International, Esteban Guerrieri - 1:36.681 |                        |                         |                    |              |        |                   |        |

Notas
NC: Não começou a corrida; NA: Não acabou a corrida
3ª Corrida/Super-Final: Nesta ronda não foi disputada a 3ª Corrida/Super-Final

#### Vencedor do Fim-de-Semana
Nesta ronda não houve 3ª Corrida. O Vencedor do Fim-de-Semana foi o Sevilla FC, pois foi o que mais pontos obteve no conjunto das 2 corridas disputadas.

### Tabela do campeonato após a corrida
Nota: Só as cinco primeiras posições estão incluídas na tabela.
| Pos | Var     | Clube                  | Equipa de Automobilismo | Piloto            | Pontos |
| --- | ------- | ---------------------- | ----------------------- | ----------------- | ------ |
| 1   | Estável | Liverpool F.C.         | Hitech Racing           | Adrián Vallés     | 350    |
| 2   | Estável | Tottenham Hotspur F.C. | Alan Docking Racing     | Craig Dolby       | 301    |
| 3   | Aumento | Olympiacos CFP         | GU-Racing International | Esteban Guerrieri | 259    |
| 4   | Baixa   | FC Basel               | GU-Racing International | Max Wissel        | 253    |
| 5   | Aumento | SC Corinthians         | Alan Docking Racing     | Antônio Pizzonia  | 249    |